# 파리 장식미술관

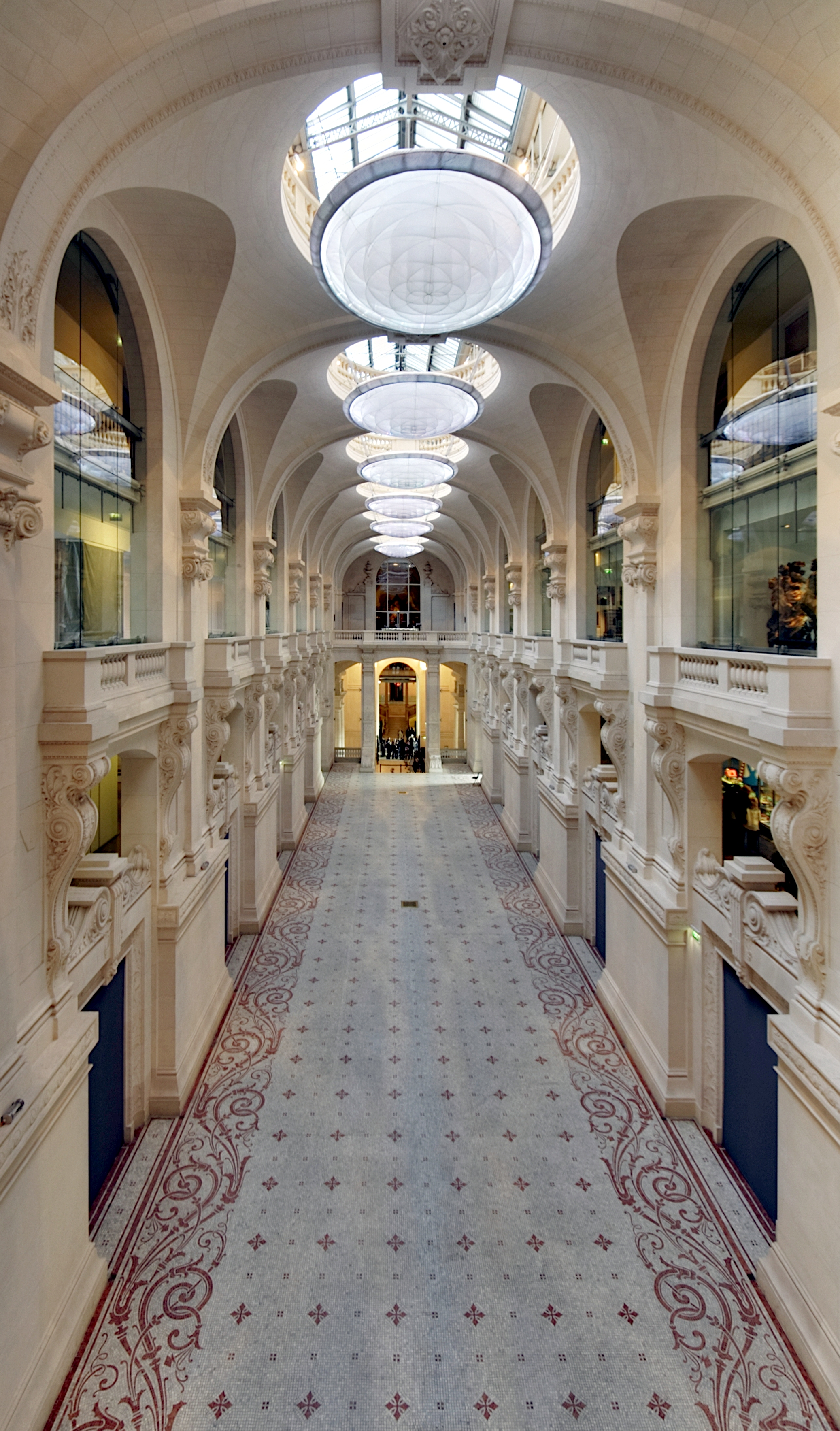
파리 장식미술관

파리 장식미술관(─裝飾美術館, 프랑스어: Musée des arts décoratifs de Paris)은 프랑스 파리에 위치한 미술관이다.